# Glasgow School of Art
La Glasgow School of Art (GSA) è l'unica scuola d'arte pubblica autonoma della Scozia che offre corsi di laurea; premi post-universitari e dottorati di ricerca in architettura, belle arti e progettazione.
La scuola è composta da una serie di edifici collocati nel centro di Glasgow, il più celebre dei quali è il Mackintosh Building, progettato da Charles Rennie Mackintosh a più riprese tra il 1896 e il 1909. L'edificio venne gravemente danneggiato da un incendio nel maggio 2014 e distrutto da un secondo incendio nel giugno 2018. Della struttura sono sopravvissute soltanto le murature esterne.

## Storia
Fondata nel 1845 con il nome Glasgow Government School of Design, la scuola cambiò il suo nome in Glasgow School of Art nel 1853. Originariamente situata a 12 Ingram Street, la scuola si trasferì nelle Gallerie McLellan nel 1869.
Nel 1897, grazie a una donazione di 10.000 sterline del Bellahouston Trust voluta da Moses Stevens di Bellahouston, iniziarono i lavori in un nuovo edificio per ospitare la scuola su Renfrew Street. L'edificio fu progettato da Charles Rennie Mackintosh, scelto per la commissione dal direttore della scuola Francis Newbery, che gestì la scuola durante un periodo in cui l'istituzione venne espansa e godette di un miglioramento della sua reputazione. La prima metà dell'edificio fu completata nel 1899 mentre la seconda terminò nel 1909.
Il campus della scuola continuò a crescere e nel 2009 si tenne un concorso di architettura internazionale per trovare un team di progettazione guidato dall'architetto che avrebbe sviluppato il Campus Masterplan e progettato l'edificio Phase 1. Il concorso venne vinto da Steven Holl Architects, con sede a New York, che collaborò con i JM Architects di Glasgow. Il Reid Building fu completato nel 2014 e si trova di fronte al Mackintosh Building oggi distrutto, in un sito precedentemente occupato dai Foulis, l'Assembly e il Newbery Tower Buildings.
La scuola ha accolto la maggior parte dei principali artisti contemporanei scozzesi. Fra essi vi sono stati, dal 2005, il 30% dei nominati ai Turner Prize e cinque vincitori dello stesso, ovvero Simon Starling (2005), Richard Wright (2009), Martin Boyce (2011), Duncan Campbell (2014) e Charlotte Prodger (2018). Tra gli artisti divenuti in seguito famosi c'è Scoular Anderson che studiò grafica nella scuola, prima di trasferirsi a Londra.
La branca della School of Architecture è considerata un'istituzione prestigiosa mentre la School of Design è stata definita "leader nell'educazione al design" dal sito Design Week.
La scuola è organizzata in cinque scuole accademiche:
- Mackintosh School of Architecture
- School of Design
- School of Fine Art
- School of Simulation and Visualisation
- Innovation School

La GSA ha anche un portfolio consolidato di corsi di arte e design non laureati per bambini e adulti erogati tramite Open Studio.
Le discipline all'interno delle cinque scuole comprendono la fotografia d'arte (fondata da Thomas Joshua Cooper nel 1982); pittura e stampa, scultura e arte ambientale, product design, product-design engineering, design tessile, design della moda, argenteria e design di gioielli, design degli interni, design della comunicazione, interaction design e architettura.

## Incendi

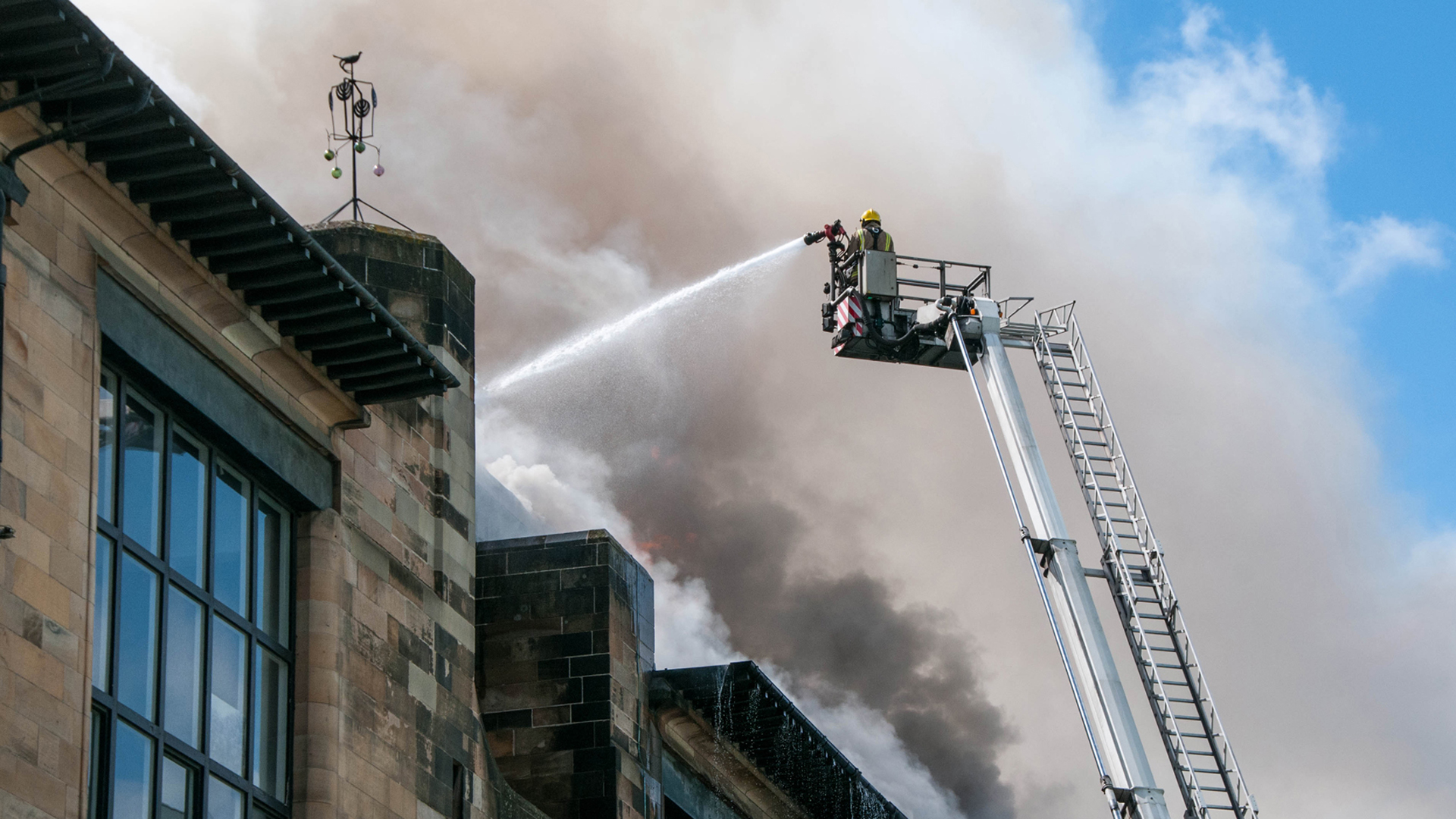
Un vigile del fuoco tenta di domare le fiamme durante l'incendio del 2014.

### 2014
L'edificio originale di Mackintosh fu gravemente danneggiato da un incendio il 23 maggio 2014. Secondo una stima iniziale del servizio antincendio, furono salvati il 90% dell'edificio e il 70% del suo contenuto. L'incendio, che ebbe origine nel seminterrato, si diffuse rapidamente verso l'alto e, anche se venne domato abbastanza rapidamente, gli studi e le scale storiche subirono gravi danni. La rinomata biblioteca di Mackintosh fu distrutta. L'archivio venne invece danneggiato dall'acqua, ma fu arieggiato e liofilizzato. Non ci furono vittime.
L'incendio scoppiò mentre gli studenti si stavano preparando per il loro spettacolo di laurea. Testimoni oculari asserirono che l'incendio fosse scoppiato nel seminterrato dell'edificio Mackintosh poco prima delle 12.30 a causa dell'esplosione di un proiettore. Gli investigatori in seguito hanno stabilito che la causa non fosse un proiettore difettoso, ma "un contenitore di schiuma espandente" che avrebbe scatenato l'incendio dopo essere stato utilizzato in prossimità di un proiettore caldo a causa dell'accensione di gas infiammabili. Secondo quanto riportato dal quotidiano The Scotsman, l'uso di bombolette aerosol sarebbe contro la politica scolastica. Il rapporto del Scottish Fire and Rescue Service rilevò che la progettazione dell'edificio contribuì notevolmente alla propagazione delle fiamme: "il numero di pareti rivestite in legno e i vuoti più i condotti di ventilazione originali che percorrono tutto l'edificio sia verticalmente che orizzontalmente" sono come "un vuoto di servizio verticale", che "ha percorso l'intera altezza dell'edificio... permettendo alle fiamme, gas caldi e fumo di viaggiare". Gli smorzatori di fumo e di fuoco, che hanno avuto lo scopo di prevenire la diffusione di fuoco e fumo attraverso i condotti, non furono adattati. Inoltre, un "sistema di soppressione degli incendi" previsto per l'edificio non era stato completato. Era presente un membro del personale scolastico quando il fuoco si accese, ma non fu in grado di contenere le fiamme che si diffusero rapidamente.
In seguito iniziò un accurato processo di restauro. I lavori per restaurare e ricreare il design di Mackintosh, compresi i famosi interni delle biblioteche, iniziarono nel 2016. Il restauro venne eseguito con accuratezza storica e furono utilizzati gli stessi tipi di legno originali fra cui quello di pino palustre e di tulipier.

### 2018
Il 15 giugno 2018 scoppiò un altro grande incendio nel palazzo Mackintosh che causò ingenti danni. I servizi di emergenza ricevettero la prima chiamata alle 23:19 e vennero inviati 120 pompieri e 20 vigili sul posto. Non sono state segnalate vittime e le cause dell'incendio non sono ancora chiare. Alan Dunlop, professore di architettura in visita alla Robert Gordon University che studiò alla Mackintosh School of Architecture, venne contattato dalla stampa immediatamente dopo l'incendio e dichiarò: "non riesco a immaginare nessun possibile restauro dell'edificio, sembra totalmente distrutto." Questo punto di vista non fu inizialmente supportato dalle prime indagini esterne sull'edificio, secondo cui gran parte dell'aspetto fosse sopravvissuta nonostante gli ingenti danni. Le riprese effettuate da alcuni droni permisero una valutazione più chiara dell'estensione del danno interno e fu attuato un programma di smantellamento parziale per stabilizzare le parti della facciata a rischio di collasso, in particolare l'elevazione a sud. Un portavoce del consiglio comunale di Glasgow dichiarò che "sta emergendo un consenso fra coloro che gestiscono gli edifici, le persone dell'HES (Historic Environment Scotland) e la scuola d'arte di salvare l'edificio... In questo momento, le persone operano nella comprensione". Roger Billcliffe notò anche che "è stato considerato più volte l'edificio più importante della Gran Bretagna, e abbiamo tutte le informazioni necessarie per ricreare ogni dettaglio, seguendo indagini laser estese dopo il primo fuoco".
La prima opportunità per l'amministrazione scolastica di visitare il sito fu il 19 giugno 2018. Muriel Gray, presidente del consiglio dei governatori, asserì che "questa è stata la prima opportunità per il team di esperti di vedere l'edificio e iniziare quello che sarà un lungo e complesso processo per determinare il futuro del Mack, ma restiamo ottimisti: c'è un enorme desiderio di vedere il capolavoro di Mackintosh risorgere, uno che condividiamo tutti. Abbiamo informazioni incredibilmente dettagliate sull'edificio raccolto negli ultimi 4 anni. Ho lavorato con team di artigiani di talento che stavano facendo un enorme lavoro per il restauro." In una successiva dichiarazione alla BBC, il professor Tom Inns, direttore della scuola, affermò  che "questo edificio non è al di là del risparmio. Verrà salvato in qualche modo." Ha continuato a sostenere la sua ferma convinzione che l'edificio dovrà continuare nella sua funzione di scuola d'arte di lavoro, piuttosto che come museo.

### Fattori di rischio
Al momento dell'incendio, gli sprinkler non erano ancora stati installati nell'edificio. I componenti per il sistema antincendio erano stati consegnati il giorno prima, ma mancavano settimane al montaggio e al collaudo. I funzionari addetti al controllo degli edifici espressero preoccupazione per il fatto che le pareti terminali possano collassare. L'edificio rimane isolato e ai residenti interessati è stata offerta una sistemazione da parte del consiglio comunale di Glasgow.
Il 28 giugno 2018 fu annunciato che sono in programma lavori per demolire parti dell'edificio che sono in pericolo di collasso. Il risarcimento per residenti e le aziende locali sarà reso disponibile dal governo scozzese.
Il 29 giugno 2018, la Glasgow School of Art ha rescisso il contratto di restauro da 25 milioni di sterline con Kier a seguito dell'incendio del Mackintosh Building.

## Campus scozzesi

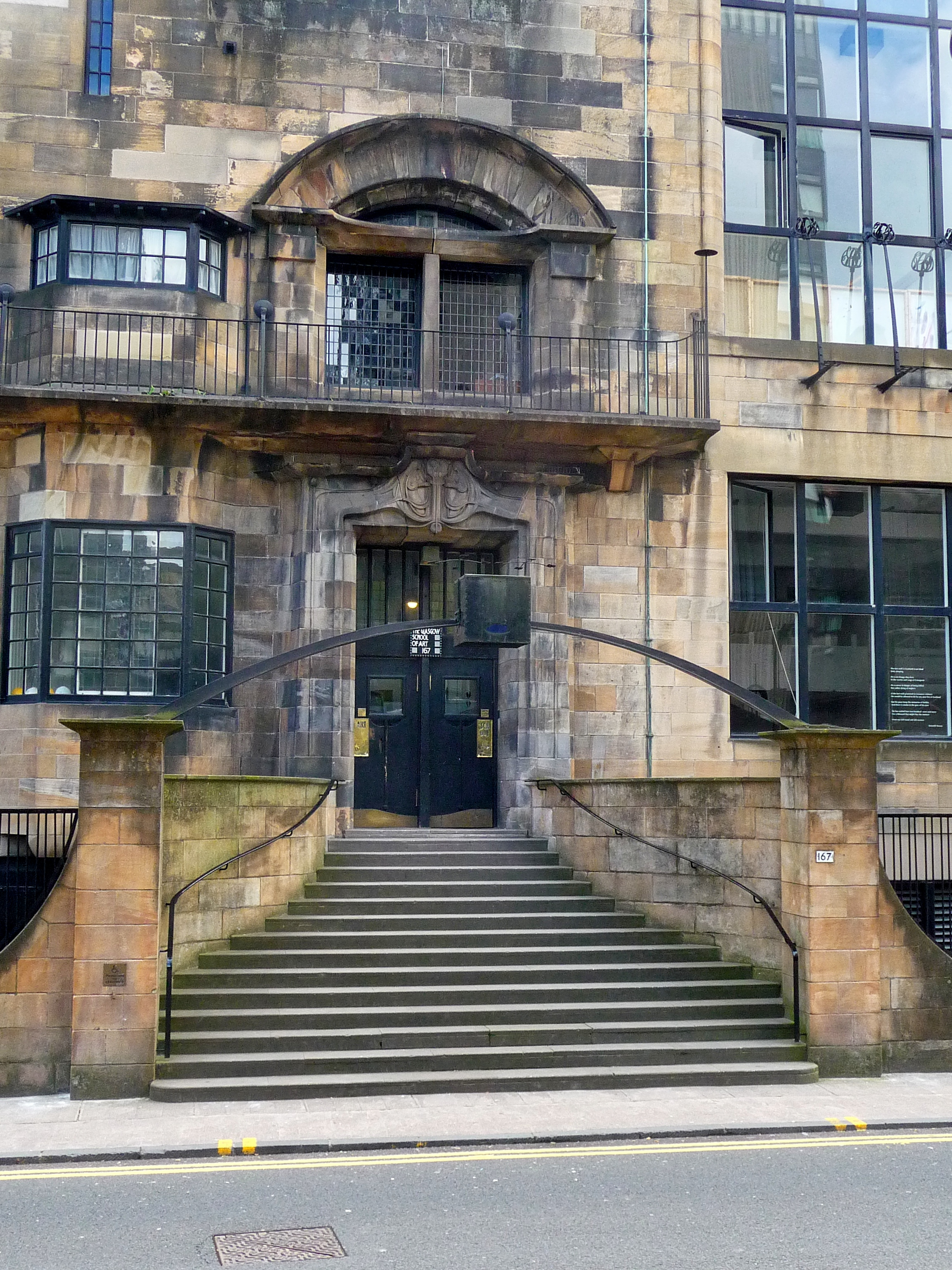
Particolare dell'ingresso (2009)

### Campus di Glasgow
La scuola ha una grande impronta su tutta Glasgow: dall'incendio di maggio 2014, la School of Fine Art venne temporaneamente ospitata in un campus del Tontine Building presso il distretto di Merchant City, a Glasgow. La School of Design, la Innovation School e la Mackintosh School of Architecture, insieme alla GSA Library, si trovano tutte all'interno e intorno alla zona di Garnethill, dove è sito l'edificio Mackintosh.
La School of Simulation and Visualization (ex Digital Design Studio) è collocato nel lato sud di Glasgow, nell'area del Pacific Quay, vicino al fiume Clyde.
Il Mackintosh Building è stato il cuore del campus e ha continuato a essere una parte funzionante della scuola fino al primo grande incendio del 2014. L'edificio ospitava il dipartimento di Pittura d'Arte, gli studenti del primo anno e il personale amministrativo. Ospitava la galleria Mackintosh in cui venivano tenute diverse mostre durante tutto l'anno. La Mackintosh Gallery (nota anche come Mackintosh Museum) era l'unica parte dell'edificio Mackintosh aperta al pubblico; tutte le altre aree della scuola erano visibili solo attraverso una visita guidata. Un'eccezione a questa regola è stata la Mostra di Laurea in cui sono stati aperti tutti gli studi all'interno dell'edificio di Mackintosh per permettere alle persone di vedere le opere finali del corso di laurea studentesco quando il Mackintosh Building era in corso di restauro e il nuovo Stow Building veniva ristrutturato.
Nel marzo 2009 fu lanciato un concorso internazionale di architettura per trovare il team di progettazione per creare il piano regolatore del campus e una progettazione dettagliata della prima nuova fase di costruzione. Il vincitore del concorso fu Steven Holl Architects, in collaborazione con JM Architects di Glasgow e Arup Engineering. I lavori iniziarono nel 2011 e proseguiti fino al 2013. Il nuovo edificio venne battezzato Reid Building: un nome ripreso da Dame Seona Reid, la preside della Glasgow School of Art in carica che vinse il premio Building of the Year ai 2014 Architect's Journal, gli AJ100 Awards nel maggio 2014 e il premio per Strutture artistiche o di intrattenimento durante gli Structural Awards 2014 tenuti dall'IStructE.

### Il campus di Forres
L'Innovation School ha anche una base a Forres, nel Morayshire, incentrata sull'insegnamento guidato dalla ricerca a livello post laurea.

## Campus di Singapore
Da settembre 2012, la GSA collabora con il Singapore Institute of Technology (SIT), con sede presso il Temasek Polytechnic Campus di Tampines, per inviare gli studenti del terzo e quarto anno al Bachelor of Arts (Hons) in Communication Design e Interior Design di Singapore. I programmi consentono agli studenti diplomati dei politecnici di Singapore di passare da un diploma a una laurea. Gli allievi che studiano a Singapore beneficiano dello stesso programma di studio e dei premi esattamente come nell'istituto di origine, e usufruiscono delle stesse risorse e attrezzature secondo le linee della GSA.

## Studenti

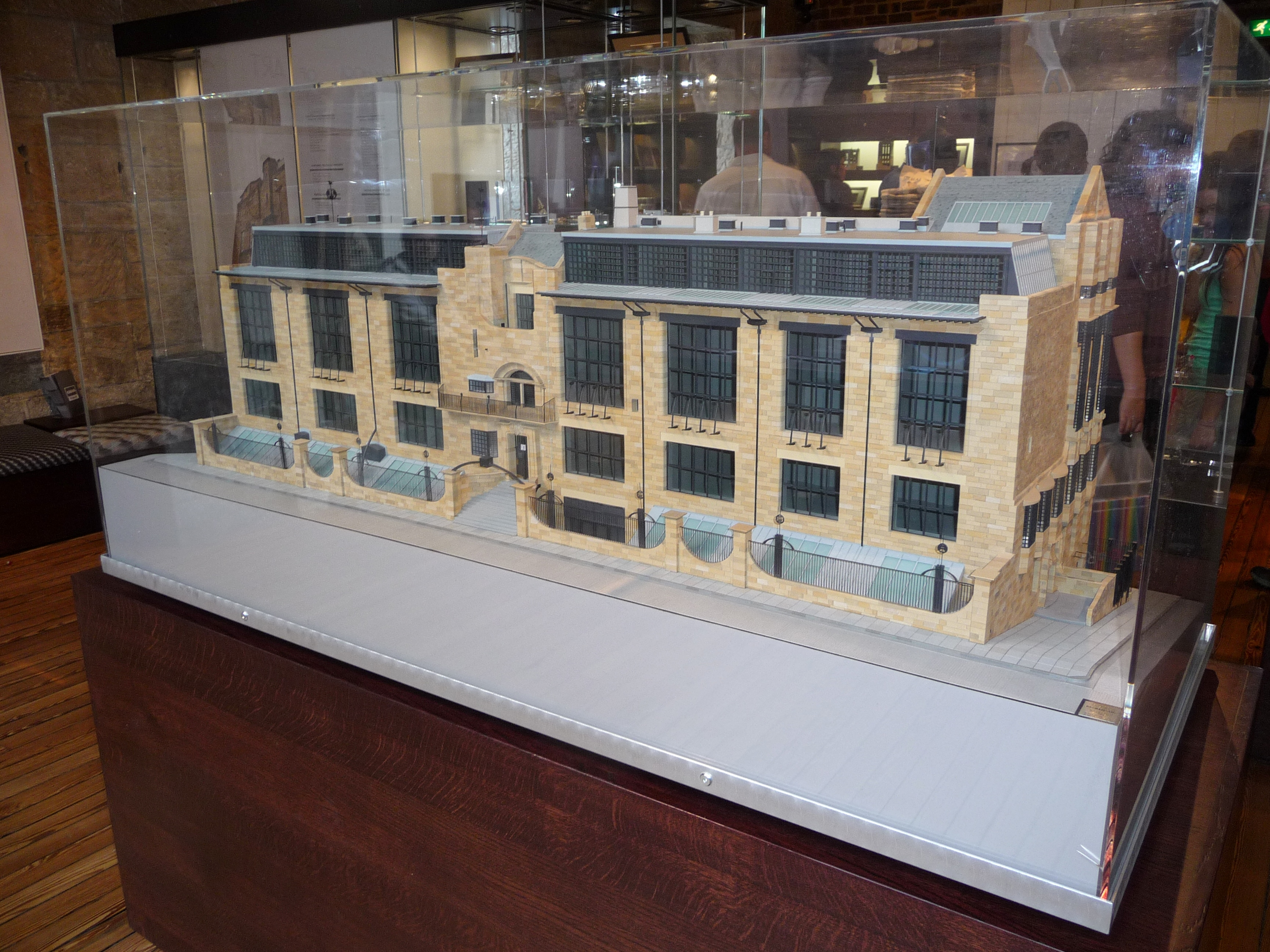
Plastico del Mackintosh Building (2009)

La GSA è stata classificata fra le dieci istituzioni educative specializzate nella Guida delle Università stilata da The Guardian, che la considera la migliore istituzione di arti visive specializzate nel Regno Unito. I suoi titoli sono convalidati dall'Università di Glasgow. Dei suoi 1.900 studenti, quasi il 20% è internazionale, il 20% proviene dal Regno Unito e circa il 20% è segue corsi post laurea. La GSA si è classificata ottava nella classifica mondiale 2019 QS World Rankings for Art and Design e si è piazzata seconda nella classifica nazionale Complete University Guide league table for Art and Design del 2016. Le statistiche HESA mostrano che la GSA ha uno dei più bassi tassi di studenti che interrompono gli studi nel Regno Unito.
Secondo una stima dei consigli di finanziamento del 2002, la Glasgow School of Art è la seconda scuola con la percentuale più bassa di studenti provenienti da classi lavoratrici (solo il 7%). Proprio per queste ragioni, le cifre collocano l'istituto scozzese sopra l'università di Oxford e quella di Cambridge in termini di esclusività. La Scuola d'arte di Glasgow ha però contestato queste statistiche, spiegando che la maggior parte dei suoi candidati non ha superato il sistema UCAS su cui si basavano le statistiche, pertanto i numeri di allievi coinvolti erano molto scarsi. Questa affermazione venne rafforzata dall'Higher Education Funding Council for England, secondo cui queste cifre dovrebbero essere trattate con cura.[41]
Nel marzo 2016, la Commission on Widening Access rilevò che la percentuale di iscritti a tempo pieno a domicilio scozzese dal SIMD 20 (20% delle zone più povere della Scozia) presso la GSA era del 22,2%. Questa statistica sarebbe la più alta della Scozia dopo quella dell'Università della Scozia Occidentale.

## Ricerca
La Glasgow School of Art ospita numerosi progetti di ricerca di alto profilo, finanziati principalmente attraverso l'Arts and Humanities Research Council, l'Engineering and Physical Sciences Research Council e l'Economic and Social Research Council mentre in passato tali progetti venivano finanziati da altri i consigli di ricerca del Regno Unito.
Nell'esercizio di valutazione della ricerca del 2014, la GSA vantava la più grande comunità di ricerca di arte e design in Scozia, con il 23% della ricerca valutata come leader mondiale. La GSA ha un certo numero di centri di ricerca tra cui Digital Design Studio, il Mackintosh Environmental Architectural Research Unit, l'Institute of Design Innovation, il Center for Advanced Textiles e il Glasgow Urban Lab.
I professori di ricerca includono Thomas Joshua Cooper, Alastair Macdonald, Tim Sharpe, Irene McAra-McWilliam OBE, Ken Neil, Johnny Rodger, Christopher Platt, Steve Love, Paul Chapman e Brian Evans.

## Esposizioni
La scuola gestisce un programma pubblico annuale di mostre ed eventi. La Reid Gallery ha un programma curato che lavora con artisti, designer e architetti contemporanei; e lo staff e gli studenti della GSA, e fa collegamenti con il patrimonio e l'architettura della Glasgow School of Art e delle sue collezioni.